# مرسل
المرسلون (Dispatcher) هم مسؤولو الاتصالات، المسؤولون عن استقبال وإرسال رسائل والتي تكون عادةً واضحة وموثوقة، والمسؤولون كذلك عن تتبع المركبات والمعدات وعن تسجيل المعلومات الهامة الأخرى. عدد من المؤسسات كالشرطة، الدفاع المدني, الأسعاف، متعهدي سيارات الأجرة، شركات النقل البري و محطات القطار تستخدم المرسلين لنقل المعلومات والأحداثيات عن عملياتها.
الأداة الرئيسية للمرسلين هي وحدة الإرسال و التوجيه (Dispatcher console). وحدة الإرسال و التوجيه (Dispatcher console) هي النظام المربوط إلى شبكة الاتصالات العامة والخاصة. وعلى سبيل المثال وحدة الإرسال و التوجيه (Dispatcher console) تسمح للمرسلين بالاتصال المباشر مع كل وحدات الشرطة ومديرية الدفاع المدني والإسعاف الفوري وسيارة الأجرة ومحطة القطار بالإضافة إلى مكاتبها والمرافق العمومية.